# Хасінто Пейнадо
Хасінто Бенвенідо Пейнадо Пейнадо (15 лютого 1878 — 7 березня 1940) — домініканський політик, формально був президентом країни з серпня 1938 до березня 1940 року, коли фактично країною керував Рафаель Трухільйо. Окрім того, Пейнадо був віце-президентом у кабінеті Трухільйо з 1934 до 1938 року.

## Життєпис
Походив зі знатної родини, його батьки були кровними родичами: вони приходились одне одному дядьком і племінницею. Навчався у Санто-Домінго на правника, пізніше був професором права в альма-матер. За часів правління Ради державних секретарів під керівництвом Рамона Баеса Пейнадо обіймав посади міністра юстиції (генерального прокурора) та громадської освіти (1914), зберігши пост і в кабінеті Хуана Ісідро Хіменеса.
У кабінеті Трухільйо обіймав посаду секретаря внутрішніх справ, поліції та оборони. 1938 року став «маріонетковим» президентом генерала Трухільйо. Пост глави держави обіймав до самої смерті у березні 1940 року.